# Claudio Cesetti
Claudio Cesetti (Lanuvio, 6 gennaio 1959) è uno scacchista e giornalista italiano, grande maestro ICCF e arbitro internazionale.
È stato campione d'Europa nel 2019 e bronzo alle Olimpiadi degli scacchi dell'ICCF. Con la nazionale italiana ha vinto anche due volte l'argento europeo a squadre (2011 e 2014) e due volte il bronzo europeo a squadre (2017 e 2021).
È stato dirigente della Federazione Scacchistica Italiana ed organizzatore di eventi scacchistici.

## Biografia

### Carriera scacchistica
Apprese il gioco degli scacchi all'età di nove anni e subito ne rimase affascinato.
All'età di 17 anni venne portato per caso al Circolo scacchistico "Bobby Fischer" di Aprilia (LT) dove cominciò un'assidua frequentazione.
Il 6 marzo 1976 giocò la sua prima partita ufficiale in un incontro a squadre Aprilia-Itri, in 4ª scacchiera; il match finì 3 a 1 a favore di Itri ma, con la sua vittoria, realizzò il punto della bandiera per l'Aprilia.
Nel 1977 partecipò alla gara di soluzione organizzata dalla rivista "Scacco!"; fu la prima di tante gare e si classificò al 2º posto.
Organizzati dall'Accademia Scacchistica Italiana (ASI), in collaborazione con la rivista "L'Italia Scacchistica", partecipò, nel 1979, 1980 e 1981, ai Campionati italiani di soluzione - sezione 2 mosse. Nel 1980 si laureò per la prima volta, a 21 anni, Campione d'Italia.
Per impegni professionali (dopo la maturità tecnica, lavorò nel campo dell'informatica) lasciò completamente ogni attività scacchistica dal 1982 al 1984.
Dal 1985 gioca nell'Associazione Scacchistica Italiana Giocatori per Corrispondenza (ASIGC); dopo aver vinto molti tornei, nel 2006 ha conquistato il titolo di Maestro Senior.
Nel 1987 riprese a partecipare al Campionato italiano assoluto di soluzione; sino ad oggi ha partecipato a 25 Campionati ed è stato capace di conquistare il titolo di Campione d'Italia per ben 15 volte, posizionandosi al primo posto come numero di titoli conquistati (rif. albo d'oro ASI).
Nel 1990 sfidò il pluri-campione Kasparov, che vinse la partita.
Nel 1993 vinse il British Chess Solving Championship (Campionato d'Inghilterra, disputato con formula open) a cui parteciparono 2944 giocatori di ogni parte del mondo.
Nel 1995 ottenne il titolo di Campione d'Italia nel 1º Campionato italiano via fax; organizzato dalla rivista "L'Italia Scacchistica", fu il primo torneo via fax omologato dalla Federation Internationale Des Echecs (FIDE).
Dal 1988 si adoperò anche per la diffusione del gioco; ebbe vari incarichi in seno alla FSI; tale esperienza si concluse nel 1999.
Inoltre, a partire dai primi anni '90, per più di un decennio, si impegnò a livello giornalistico.
Dal 2004 si dedica anche al gioco a distanza la cui Federazione mondiale è l'International Correspondence Chess Federation (ICCF). Nel 2010 ha conquistato il massimo riconoscimento tecnico, divenendo Grande Maestro Internazionale. Con la nazionale italiana, nel VII Campionato europeo a squadre e nell'VIII Campionato europeo a squadre, ha vinto due medaglie d'argento ottenendo, per due volte consecutive, il titolo di vicecampione d'Europa; nella XVII Olimpiade a squadre e nelle finali del IX Campionato europeo a squadre e del X Campionato europeo a squadre ha vinto tre medaglie di bronzo. Inoltre, ha giocato la finale della XVIII Olimpiade a squadre.  Infine, sempre con la nazionale italiana, ha vinto la prima edizione della Coppa Europa a squadre. Individualmente, nei tornei disputati in nazionale, ha vinto il preliminare della XVII Olimpiade a squadre, la finale del VII Campionato europeo a squadre (dove ha realizzato la norma che gli ha permesso di conquistare il titolo di Grande Maestro) e la finale della XVII Olimpiade a squadre. Delle 113 partite giocate con la maglia azzurra, 93 sono in incontri ufficiali e 20 in amichevoli. Ha ottenuto ben 30 vittorie, 82 pareggi ed una sola sconfitta.
Inoltre, ha vinto i tornei Master Norm 076, 083, Grandmaster Norm 006 (dove ha ottenuto la prima norma di Grande Maestro) ed Argentina Bicentennial "A".
Globalmente ha conseguito cinque norme di Grande Maestro Internazionale. Attualmente, con 2604 punti ELO, è il giocatore n. 15 al mondo (lista ELO 2023/4). Nella lista, sono presenti 4918 giocatori.

### Carriera dirigenziale
Dal 1988 al 1993 è stato membro del Comitato Regionale Lazio della FSI; nel 1992/3 ha ricoperto la carica di vicepresidente.
Dal 1989 è presidente del Circolo scacchistico "Garry Kasparov" di Campoleone (LT).
Dal 1992 al 1999 è stato presidente del Settore Arbitrale della FSI.

### Carriera giornalistica
Dal 1994 al 2002 ha curato la rubrica degli scacchi di Televideo RAI.
Dal 2011 al 2023 è stato addetto stampa dell'ASIGC.
Dal 2015 è addetto stampa dell'ASIAS.
È stato collaboratore, a vario titolo, con molte testate scacchistiche e non.

### Altro
Dal 1989 ha arbitrato molti tornei internazionali e nazionali.
Nel 1991, a Roma, ha organizzato e tenuto corsi per la formazione di arbitri.
Nel 1991, a Castel Gandolfo (RM), e nel 1995, a Campoleone (LT), ha organizzato la partita a scacchi viventi.
Dal 1993 diresse una stazione di servizio Fina a Lanuvio.
Nel 2001, a Wageningen (Paesi Bassi), ha partecipato al 25th World Chess Solving Championship (25º Campionato del mondo di soluzione) in rappresentanza dell'Italia.

## Palmarès
- Campione italiano di soluzione negli anni 1988, 1990, 1992, 1993, 1994, 2000, 2001, 2003, 2004, 2005, 2006, 2008, 2009, 2010 e 2011.
- Campione italiano di soluzione, sezione 2 mosse, nel 1980.
- Vincitore del British Chess Solving Championship 1992/3 a cui presero parte 2944 concorrenti.
- Campione italiano via fax 1994/5. Organizzato da "L'Italia Scacchistica", è il primo torneo via fax riconosciuto ufficialmente dalla FIDE.
- Vincitore della Coppa Europa per nazioni ICCF nel 2019.

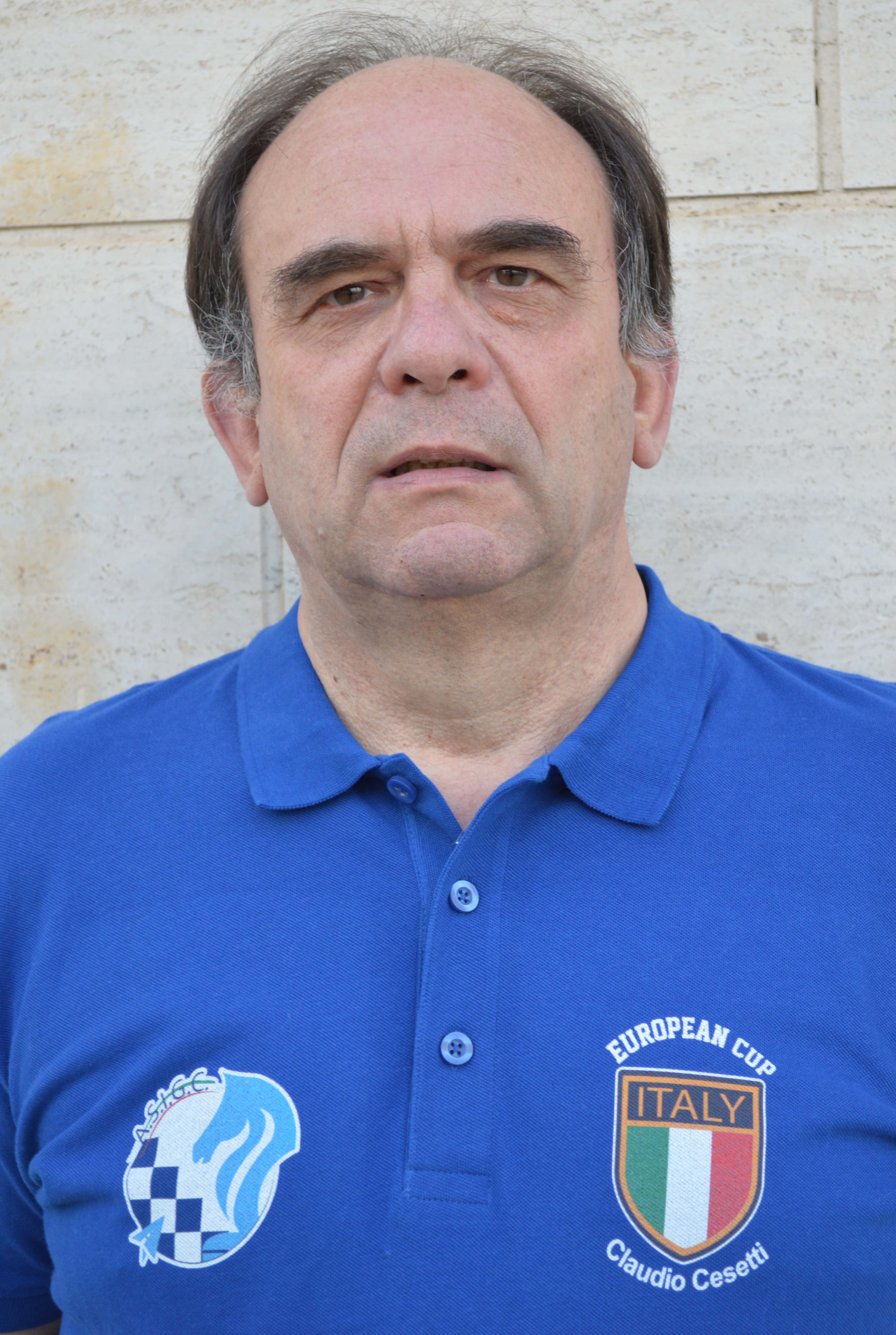
Claudio Cesetti nel 2019

## Medagliere
- 2011 - Argento nel 7º Campionato europeo a squadre ICCF.
- 2012 - Bronzo nella 17ª Olimpiade a squadre ICCF.
- 2014 - Argento nell'8º Campionato europeo a squadre ICCF.
- 2017 - Bronzo nel 9º Campionato europeo a squadre ICCF.
- 2019 - Oro nella 1ª Coppa Europa a squadre ICCF.
- 2021 - Bronzo nel 10º Campionato europeo a squadre ICCF.

## Titoli
- 1989 - Maestro della soluzione dell'ASI.
- 1996 - International Arbiter (Arbitro Internazionale) della FIDE.
- 2004 - Maestro dell'ASIGC.
- 2005 - International Master (Maestro Internazionale) dell'ICCF.
- 2006 - Maestro Senior dell'ASIGC.
- 2007 - Senior International Master (Maestro Internazionale Senior) dell'ICCF.
- 2010 - International Grand Master (Grande Maestro Internazionale) dell'ICCF.
- 2011 - vicecampione d'Europa con l'Italia.
- 2014 - vicecampione d'Europa con l'Italia.
- 2019 - Campione d'Europa con l'Italia.